# Episodi di Squadra Speciale Cobra 11 (dodicesima stagione)
La dodicesima stagione della serie televisiva Squadra Speciale Cobra 11 è stata trasmessa in prima visione in Germania da RTL in due diversi periodi: nei giorni 20 e 27 settembre, 4 e 18 ottobre 2007 (episodi 166-170 secondo l'ordine di messa in onda, parte della stagione 22 di RTL), e dal 13 marzo al 24 aprile 2008 per i rimanenti episodi (173-179, stagione 23). In Italia è stata trasmessa in prima visione da Rai 2 dal 19 maggio al 10 giugno 2009 e il 3 settembre seguente, seguendo l'ordine di trasmissione tedesca, ma mandando in onda dapprima i quattro episodi appartenenti alla stagione 22 di RTL, e successivamente i sette appartenenti alla stagione 23. È la prima stagione prodotta in 16:9. 
Il quinto episodio - il primo in ordine di produzione - ha durata doppia.
| nº | n° RTL (diffusione) | Titolo originale       | Titolo italiano                | Prima TV Germania | Prima TV Italia  |
| -- | ------------------- | ---------------------- | ------------------------------ | ----------------- | ---------------- |
| 4  | 166                 | Entführt               | Rapimento ad alta velocità     | 20 settembre 2007 | 19 maggio 2009   |
| 3  | 167                 | Infarkt                | Infarto                        | 27 settembre 2007 | 19 maggio 2009   |
| 5  | 168                 | Rattennest             | Traditori                      | 4 ottobre 2007    | 26 maggio 2009   |
| 2  | 170                 | Alte Schule            | Mistero a scuola               | 18 ottobre 2007   | 26 maggio 2009   |
| 1  | 173                 | Stadt in Angst         | Unità di crisi (1ª e 2ª parte) | 13 marzo 2008     | 28 maggio 2009   |
| 7  | 174                 | Inkasso                | L'incasso                      | 20 marzo 2008     | 2 giugno 2009    |
| 8  | 175                 | Auge um Auge           | Auto di lusso                  | 27 marzo 2008     | 2 giugno 2009    |
| 10 | 176                 | Leben und leben lassen | Trafficanti di organi          | 3 aprile 2008     | 10 giugno 2009   |
| 6  | 177                 | Totalverlust           | Il coraggio della verità       | 10 aprile 2008    | 10 giugno 2009   |
| 9  | 178                 | Exodus                 | La legge del profitto          | 17 aprile 2008    | 3 settembre 2009 |
| 11 | 179                 | Unter Feinden          | Tania                          | 24 aprile 2008    | 3 settembre 2009 |

## Rapimento ad alta velocità
- Titolo originale: Entführt
- Diretto da: Sebastian Vigg
- Scritto da: Horst Wieschen, Ingo Regenbogen

### Trama
Chris va a prendere da scuola, insieme a Semir, sua figlia Kathrin di 15 anni. Poco prima di arrivare, assistono al rapimento di Julia, l'amica di Kathrin. Semir e Chris cercano di sventare il rapimento, ma falliscono e i criminali fuggono con Julia. In un primo momento i loro sospetti cadono sull'ex fidanzato di Julia, Kevin. Vanno a fargli visita, ma Kevin scappa, e costringe Semir e Chris ad arrestarlo. In seguito si scopre che Kevin non c'entra nulla con il rapimento; il vero rapinatore, nel frattempo, ricatta il padre di Julia chiedendogli un milione di Euro. Il padre decide di consegnare i soldi senza l'aiuto della polizia.
- Altri interpreti: Gesine Cukrowski (Gabriella Markwart), Ester Esche (Claudia Borchert), Max Herbrechter (Daniel Markwart), Anne Luise Tietz (Julia Markwart), Burkhard Schmeer (Joachim Erwin), Carolin Imke (Katrin Ritter)
- Ascolti Italia: 2.203.000 telespettatori, share pari all'8,25%.

## Infarto
- Titolo originale: Infarkt
- Diretto da: Sebastian Vigg
- Scritto da: Frank Koopmann, Roland Heep

### Trama
Un giovane autista ha un infarto mentre guida il suo camion sull'autostrada e muore poco dopo nelle mani della dottoressa Julia Kamp. Durante le indagini si scopre che il suo cuore si è fermato senza motivo, e che la dopamina somministratagli subito dopo per rianimarlo non ha avuto alcun effetto. Julia ricorda che alcune settimane prima era accaduto qualcosa di simile anche a un motociclista. In altre indagini, Julia scopre la presenza di un chip sotto la pelle dell'autista e una strana sostanza nel suo sangue. Chris si reca in ospedale per recuperare il chip, ma viene attaccato da un uomo e il chip sparisce misteriosamente. Nel frattempo Semir è a casa con l'influenza che lo mette al tappeto.
- Altri interpreti: Carina Wiese (Andrea Gerkhan), Margrit Sartorius (Dott. Julia Kamp), Roman Rossa (Nahles), Teresa Harder (signora Bändis), Johannes Hitzblech (Dott. Seeborg)
- Ascolti Italia: 2.460.000 telespettatori, share pari al 9,40%.

## Traditori
- Titolo originale: Rattennest
- Diretto da: Heinz Dietz
- Scritto da: Ralf Ruland

### Trama
Norbert König, il padre di Susanne, viene ucciso mentre c'è un'operazione per arrestare dei ladri di tir. Nell'eredità lasciata da König, Susanne trova un CD contenente le foto di una donna asiatica. Spera che il collega del padre, nonché suo migliore amico, Möller, possa darle una spiegazione valida. Nel frattempo, Chris e Semir scoprono grazie ai ladri arrestati che un ladro è sfuggito, Akim Wenzel, ma quando vanno da lui, lo trovano impiccato. I due vengono a sapere dal commissario Iansen che ultimamente Norbert insieme a Möller stava indagando sul suicidio di una ragazza russa, Natalie Gruschenko, una studentessa del consolato di Yuri Karpov. Si viene a sapere anche che König è stato assassinato da un collega; Möller è il principale indiziato. Purtroppo, si scopre che Chris e Semir hanno fatto un buco nell'acqua quando qualcuno tenta di uccidere anche Möller e il CD sparisce misteriosamente.
- Ascolti Italia: 1.918.000 telespettatori, share pari al 7,60%.

- Altri interpreti: Jörg Panknin (Norbert König), Erich Krieg (Klaus Möller), Matthias Ziesing (Rolf Pfeiffer), Oliver Broumis (Marc Jansen), Caroline Scholze (Marion Kramer)

## Mistero a scuola
- Titolo originale: Alte Schule
- Diretto da: Sebastian Vigg
- Scritto da: Mike Bäuml

### Trama
Inge Waldner, un'insegnante, muore in un incidente sull'autostrada. Nel tentativo di salvarla, Chris si ferisce e resta in ospedale per un bel po'. Semir e Bonrath, che temporaneamente sostituisce Chris, parlano con la segretaria del preside Grolms, Sarah Maschke, che sospetta che Waldner abbia trovato l'identità dello spacciatore di droga che ha causato la morte di uno dei suoi studenti. Gromls, comunque, non vede nessun collegamento tra i due casi. Un breve video sul telefono di Waldner incastra Roman Nickel, il ragazzo di Sarah; Roman fugge. Per gli investigatori è tutto chiaro: Roman è lo spacciatore ricercato, ma non è lui il responsabile della morte di Waldner perché ha un alibi. Il caso ha una incredibile svolta quando Roman si reca di sua spontanea volontà, al comando di polizia per farsi arrestare.
- Altri interpreti: Ingo Naujoks (Roman Nickel), Nicole Marischka (Sarah Maschke), Steffen Münster (Krüger), Dieter Bellmann (Heinrich Grolms)

## Unità di crisi (1ª e 2ª parte)
- Titolo originale: Stadt in Angst
- Diretto da: Axel Sand
- Scritto da: Arne Nolting, Jan-Martin Scharf

### Trama
Semir e Chris sono testimoni del tentativo di far esplodere tutta la città di Düsseldorf; all'ultimo momento riescono a evitare il peggio. Si forma subito un'unità di crisi per dare la caccia ai responsabili, e Chris e Semir capiscono subito di aver a che fare con dei potenti nemici. I terroristi continuano con il loro piano d'attacco, sabotando l'intera alimentazione elettrica della città e tentando, ma non riuscendoci, di sabotare l'alimentazione idrica. L'intera città entra nel panico e teme ulteriori attacchi terroristici. Altri sospetti ricadono su un membro dell'unità di crisi, Remberg, ma anche lui viene assassinato davanti agli occhi di Chris e Semir. Moglie e figlia di Semir vengono rapite insieme alla figlia di Chris, Kathrin. Ora i detective dovranno seguire scrupolosamente le istruzioni dei terroristi per evitare che i loro familiari facciano una brutta fine. Questo porterà a una orribile situazione per Chris e Semir che si troveranno contro tutti e contro tutto.
- Altri interpreti: Carina Wiese (Andrea Gerkhan), Isabelle Weiß (Kathrin Ritter), Carin C. Tietze (Schneider), Hans Kremer (Dr. Kreutz), Patrick Heyn (Kronach), Guntbert Warns (Remberg), Felix Lampe (Gromek)

Nota: l'episodio, come tutti quelli a durata doppia, in Italia è stato trasmesso in prima visione integralmente, e successivamente diviso in una prima parte e in una seconda parte in occasione delle successive repliche in fascia preserale, con relativo adattamento del titolo.

## L'incasso
- Titolo originale: Inkasso
- Diretto da: Heinz Dietz
- Scritto da: Lorenz Stassen

### Trama
Semir e Chris sono testimoni del brutale pestaggio di Karl Heinz Förster. Il colpevole, Gerber, riesce a scappare sull'autostrada, dove causa un incidente in cui muore un uomo innocente. Förster racconta alla polizia che c'è stata una grossa rapina, ma non viene creduto. Poco dopo, infatti, Chris e Semir scoprono che Förster è al verde e che ha numerosi debiti con Gerber. Anche Frank ed Eva Matuschek sono indebitati con Gerber. Così, Chris e Semir li vanno a trovare, ma purtroppo non sanno nulla delle minacce di Gerber. Poco più tardi, Frank muore in un incidente. A Chris e Semir vengono dei dubbi e provano a convincere Eva ad andare con loro per trovare e arrestare l'assassino, ma Eva rifiuta. Prepara invece, da sola, un pericoloso piano per punire l'assassino di suo marito.
- Altri interpreti: Liane Forestieri (Eva Matuschek), Michael Brandner (Gerber), Holger Handtke (Peer Hansen), Kai Möller (Frank Matuschek)

## Auto di lusso
- Titolo originale: Auge um Auge
- Diretto da: Christian Theede
- Scritto da: Stefan Dauck

### Trama
Semir e Chris si trovano a inseguire un camion in fuga. Alla guida del camion scoprono esserci Lara Berger, sorella di Frank Berger, che Semir aveva arrestato e a cui aveva ucciso il padre. Frank vuole vendicarsi e tenterà in tutti i modi di uccidere Semir, ma Semir ci prova in tutti i modi di fermare il camion, ma hanno deciso di fermare il camion scontrandosi contro una Bisarca ed esplodendo tutto. 
- Altri interpreti: Carina Wiese (Andrea Gerkhan), Urs Fabian Winiger (Frank Berger), Sascha Göpel (Kay Völker), Julia Weden (Doris Berger), Anna Berthau (Lara Berger), Oliver Sauer (Lorenz)

## Trafficanti di organi
- Titolo originale: Leben und leben lassen
- Diretto da: Heinz Dietz
- Scritto da: Christian Heider

### Trama
Dopo alcuni litigi, la relazione tra Chris e sua sorella, Janine, è ormai quasi distrutta; Janine vuole incontrare suo fratello per cercare di ristabilire la loro relazione. Mentre Chris va a prenderla dall'aeroporto, due uomini iniziano a seguirlo. Nel frattempo che parcheggia l'auto, i due tentano di rapirlo; l'operazione fallisce e gli uomini riescono a scappare. Chris non ha la più pallida idea di perché quei due uomini volessero rapirlo, ma in seguito alcuni sospetti cadono sul proprietario di una compagnia fallita, Schenk, che era specializzato nella creazione di banche dati mediche. In una sua banca dati viene trovata una stanza tutta piena di foto di Chris. Dopo un secondo tentativo di rapirlo, anch'esso fallito, diventa chiaro l'obiettivo degli uomini: trapiantare il cuore di Chris. I colleghi cercano di proteggerlo e ci riescono bene, ma ora i rapitori hanno bisogno di un altro cuore simile a quello di Chris: quello di sua sorella.
- Altri interpreti: Alissa Jung (Janine Ritter), Tatjana Blacher (signora Deichmann), Günter Barton (Prof. Leopold Brenner), Peter Ketnath (Schenk), Aljosha Horvat (Felix Deichmann)

## Il coraggio della verità
- Titolo originale: Totalverlust
- Diretto da: Heinz Dietz
- Scritto da: Arne Nolting, Jan-Martin Scharf

### Trama
Un signore anziano insegue e tampona un veicolo in autostrada e intima l'occupante di fermarsi. Quando le due vetture si sono fermate, dopo un incidente, l'anziano cammina imperterrito in mezzo all'autostrada per raggiungere il fuggitivo e aggredirlo.
- Altri interpreti: Tilo Prückner (Harald Kowalski), Oliver Stritzel (Dott. Peter Hoch), Lutz Herkenrath (Bredow), Rainer Will (Achim Bachmann)

## La legge del profitto
- Titolo originale: Exodus
- Diretto da: Heinz Dietz
- Scritto da: Michael Krause

### Trama
Sull'autostrada, Walter Hopf causa un terribile incidente in cui vengono coinvolte diverse auto. Dopo l'incidente, Semir fa una tragica scoperta: Hopf era già morto in precedenza, ucciso con diverse coltellate. I primi sospetti ricadono su Frank Köhler, che lavorava insieme a Hopf per la compagnia Hemmerwerke di Rudolf Hemmer, che stava per unirsi alla Stark AG, diretta dal potente manager e azionista Wortmann. Hopf era l'attuale vice direttore della compagnia. Prima di lui c'era Köhler, che era sempre stato contrario alla fusione con la Stark AG; quindi Köhler ha un buon movente per l'uccisione di Hopf, e inoltre viene trovato un coltello sporco di sangue nella sua auto. Köhler scappa e fruga nella casa di Hopf alla ricerca di indizi che possano scagionarlo; lì trova degli appunti che riguardano un piano segreto chiamato "Exodus" e un foglietto con su scritti degli scambi di denaro illeciti. Sembra che con la fusione con la Stark AG succederà qualcosa di spiacevole e che alcuni capi siano stati pagati da Wortmann per votare a favore della fusione. Köhler va dalla sua ex-ragazza, Ute Baumann, che si sta occupando della gestione della fusione tra le due compagnie e le racconta i suoi sospetti; lei, però, non lo crede. Non molto tempo dopo, Köhler viene buttato sotto da un'auto con alla guida un uomo sconosciuto. Questo però, viene riconosciuto da Hartmut: si tratta di Jan Metzler, un pregiudicato per aggressione, ora facente parte della Stark AG. Ute quindi, ormai certa dell'esistenza di "Exodus", scopre dal computer di Sturm, suo fidanzato e azionista della Stark AG, che il progetto segreto consiste, all'atto della fusione con la Hemmerwerke, nel licenziare 3.000 lavoratori da entrambe le aziende, cosicché il profitto salga fino a 20 milioni di euro. Semir, con una squadra di poliziotti, va invece a casa di Metzler, che riesce a scappare. Infine, non rimane che andare ad arrestare Wortmann e Sturm: il primo rivela però che coinvolti nell'affare non sono solo lui, Sturm e Metzler, ma anche il signor Hemmer, persona dalla quale Ute si sta recando. Questo, oltre a rivelare la sua colpevolezza, dice a Ute di non aver progettato i due omicidi, idea di Wortmann. Nella stanza interviene però Metzler che, sotto ordine di Hemmer, vuole uccidere Ute. A Semir, invece, non rimane che arrestare gli ultimi due criminali ancora a piede libero che hanno a che fare con "Exodus"; si reca quindi da Hemmer e insegue Metzler. Intanto però, Hemmer fugge in auto ma viene fermato da Otto, che spara in una ruota e fa capovolgere l'auto, arrestandolo. Metzler, invece, dopo una breve sparatoria e un corpo a corpo, viene tramortito e anch'egli arrestato. Le redini della Hemmerwerke saranno in mano a Ute, ultima azionista rimasta, che probabilmente prenderà anche il controllo della Stark AG.
- Altri interpreti: Stephanie Kellner (Ute Baumann), Stefan Feddersen-Clausen (Frank Köhler), Udo Schenk (Dott. Wortmann), Andreas Brucker (Sturm), Götz Burger (Rudolf Hemmer), Frank Glaser (Walter Hopf)

## Tania
- Titolo originale: Unter Feinden
- Diretto da: Christian Theede
- Scritto da: Horst Wieschen

### Trama
Chris e Semir effettuano un controllo di routine su un furgone fermo a un parcheggio vicino all'autostrada. Non sanno, però, che stanno interrompendo un'operazione segreta dell'LKA. Gli uomini alla guida del furgone iniziano improvvisamente a sparare; di conseguenza anche l'LKA interviene, ma i criminali riescono comunque a fuggire. Dopo un inseguimento sull'autostrada, gli uomini sono costretti a continuare la loro fuga a piedi. Nel furgone viene trovata molta droga e, dal momento che l'LKA non vuole rivelare a Chris e Semir i dettagli dell'operazione segreta, i due detective iniziano a indagare per conto loro. Durante le indagini, Chris si ritrova nella casa di una sua ex-collega, Tania Brand, agente sotto-copertura dell'LKA e ragazza del trafficante di droga olandese Sander Kalvus. Ciò che Sander non sa è che la sua ragazza e i suoi colleghi stanno osservando lui e il suo traffico di droga. Jäger, il vice di Sander, inizia a sospettare qualcosa e va a fare visita a Chris, Semir e Tania con Frentzen, uno dei suoi uomini. Per uscirne vivi, gli ispettori sono costretti a inventarsi che sono corrotti e che vogliono vendere della droga di ottima qualità a Sander. Alla consegna, invece di presentarsi Sander, ci sono Jäger e Frentzen che prendono la droga e portano con loro i due. Sander, per essere sicuro di non avere sbirri alle spalle, prende come ostaggio Chris. Jäger invece, ancora sospettoso di Tania, decide di torturare Chris, affinché riveli il nome della talpa; interviene però Tania che uccide il trafficante e salva l'ex collega. Sander, venutone a conoscenza, ordina a un suo uomo di uccidere i due; questi però sono già scappati e neutralizzano il malvivente. Interviene poi Semir, e avviene una grande sparatoria nella quale tutti gli uomini di Sander muoiono. Quest'ultimo però, cerca di scappare insieme a Frentzen su un elicottero; Semir ci si arrampica su e butta giù Frentzen. Intanto Chris, per salvare Tania da uno degli uomini di Sander, si mette allo scoperto e lo ammazza, ma il boss dall'elicottero spara uccidendolo. Semir con grande coraggio si getta dall'elicottero su cui c'è Sander, e sparando all'elicottero a colpi di mitragliatrice lo fa saltare in aria. Mentre Semir, Tania e la Engelhardt piangono di fronte al cadavere di Chris, Sander, sopravvissuto miracolosamente all'esplosione, chiude il pugno in segno di vendetta.
- Altri interpreti: Carina Wiese (Andrea Gerkhan), Suzan Anbeh (Tania Brand), Huub Stapel (Sander Kalvus), Dirk Borchardt (Jäger), Peer Jäger (Noimann), Nicolas Romm (Frentzen)